# 圣格雷戈里奥-迪波纳
圣格雷戈里奥-迪波纳（義大利語：San Gregorio d'Ippona）是意大利卡拉布里亚大区维博瓦伦蒂亚省的一座市镇。总面积12平方公里，人口2521人（2022年12月31日），人口密度188.2人/平方公里（2009年）。它位于维博瓦伦蒂亚以南4千米处。

## 交通
从维博瓦伦蒂亚去往索韦拉托的卡拉布里亚第182号公路在圣格雷戈里奥-迪波纳的北部边缘通过。